# Atok
Atok is een gemeente in de Filipijnse provincie Benguet op het eiland Luzon. Bij de laatste census in 2007 had de gemeente ruim 19 duizend inwoners.

## Geografie

### Bestuurlijke indeling
Atok is onderverdeeld in de volgende 8 barangays:
- Abiang
- Caliking
- Cattubo
- Naguey
- Paoay
- Pasdong
- Poblacion
- Topdac

## Demografie
Atok had bij de census van 2007 een inwoneraantal van 19.253 mensen. Dit zijn 2.596 mensen (15,6%) meer dan bij de vorige census van 2000. De gemiddelde jaarlijkse groei komt daarmee uit op 2,02%, hetgeen lager is dan het landelijk jaarlijks gemiddelde over deze periode (2,04%). Vergeleken met de census van 1995 is het aantal mensen met 4.391 (29,5%) toegenomen.

De bevolkingsdichtheid van Atok was ten tijde van de laatste census, met 19.253 inwoners op 215 km², 89,5 mensen per km².